# أحافير زائفة
الأحافير الزائفة هي أشياء، أو علامات، أو طبعات تتسم بالتركيب اللا عضوي، والتي قد يُعتقد على سبيل الخطأ أنها أحافير. وغالبًا ما تكون الأحافير الزائفة مضللة، لأن بعض أنواع الرواسب المعدنية قد تحاكي الأشكال الحية من خلال تشكيل ما يظهر للعيان أنه هياكل تتسم بقدر عالٍ من التفصيل أو التنظيم. ومن الأمثلة الشائعة على الأحافير الزائفة عندما تتبلور أكاسيد المنغنيز في شكل شجرة مميز أو بنمط تغصن بامتداد أحد كسور الصخور، كما هو الحال في تشكل تغصنات الصقيع على زجاج النافذة والتي تعد مثالاً شهيرًا آخر للتشكلات البلورية. وفي بعض الأحيان، يُعتقد أن الكتل المتحجرة نوع من أنواع الأحافير، كما أنها قد تحتوي على أحافير، ولكنها بوجه عام ليست أحافير بحد ذاتها. كما تأخذ عقيدات الشرت أو الصوان في الأحجار الجيرية أشكالاً تشبه الأحافير.

## معرض الصور

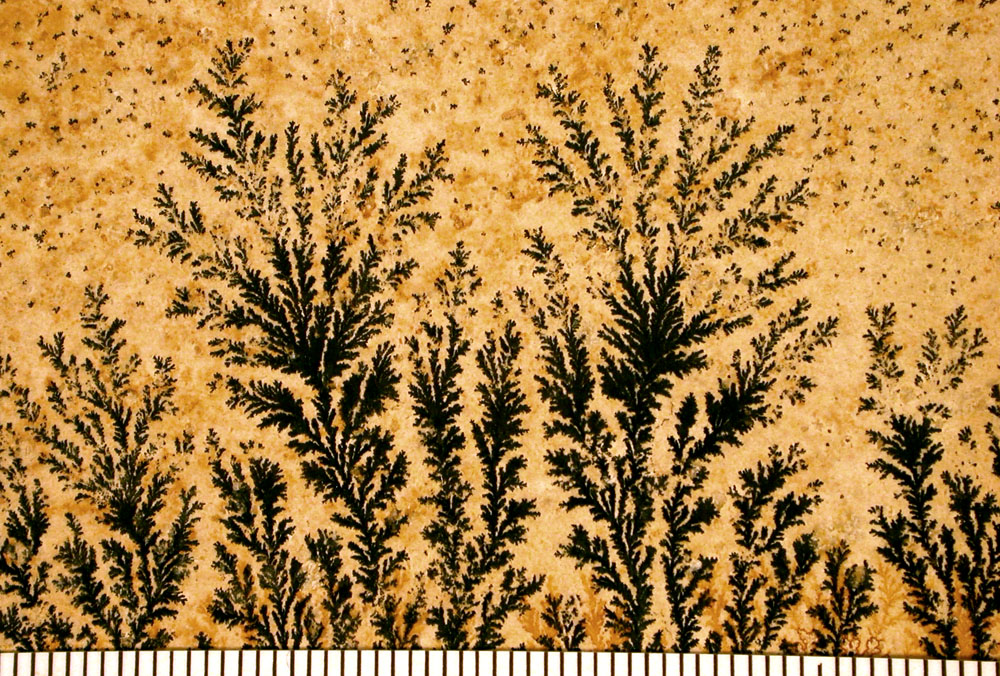
تغصنات المنغنيز على سطح التراصف القاعدي للحجر الجيري من سولنهوفن، ألمانيا. القياس بالمم.
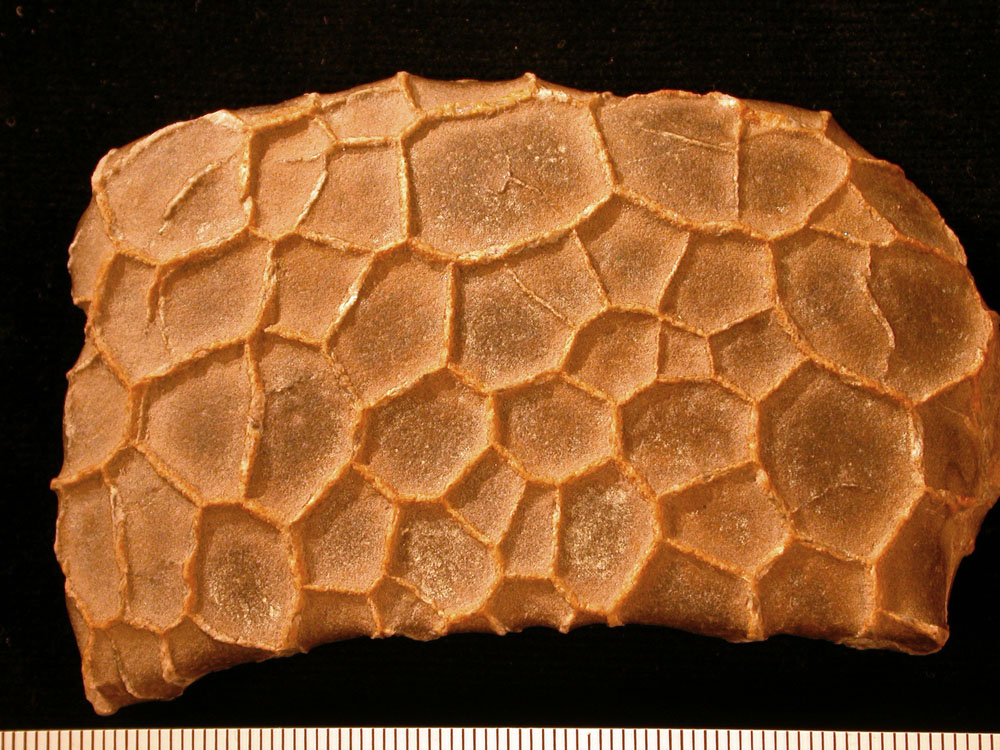
كتل حجرية ذات شقوق حاجزة من الكالسيت المتحجر. القياس بالمم.
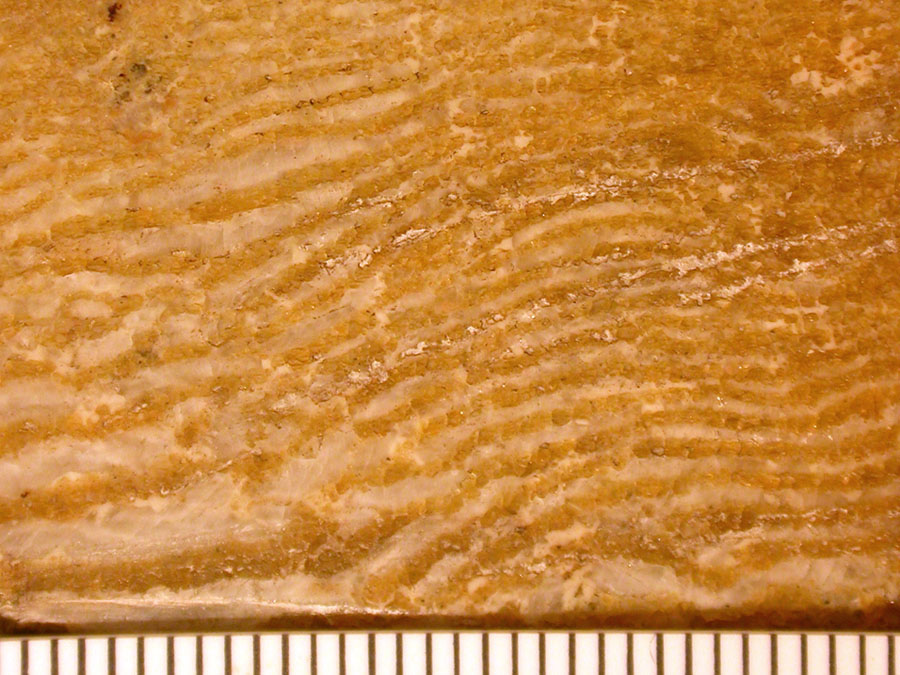
الإيوزون الكندي من عصر ما قبل الكمبري بكندا، إحدى الصخور المتحولة المصنوعة من طبقات الكالسيت والسربنتين. إحدى الأحافير الزائفة الشهيرة (أدلمان، 2007). القياس بالمم.
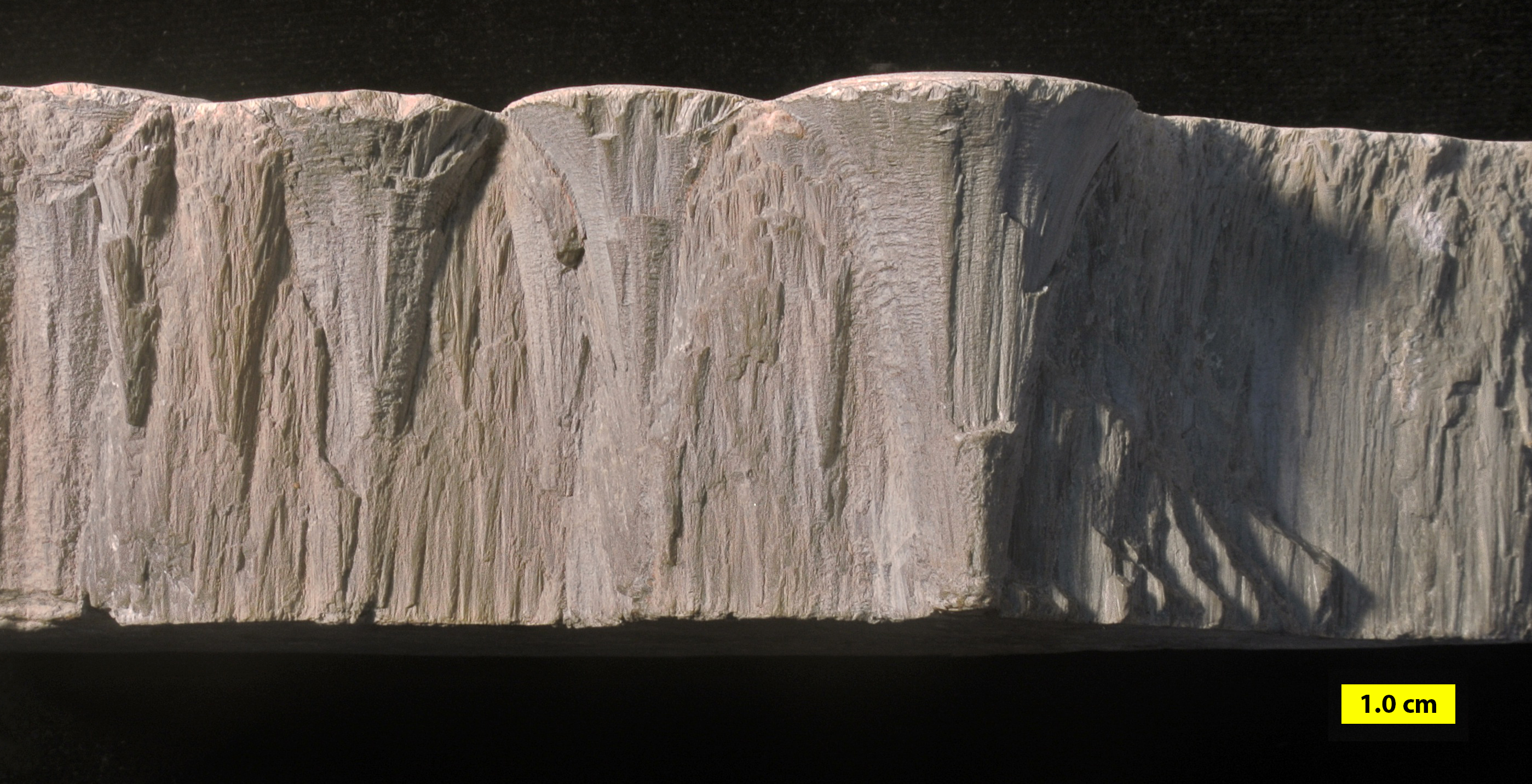
مخروطيات التكسر ناتجة عن ضغط الحجر الجيري. وفي بعض الأحيان، يخلط بينها وبين الأحافير، وبالتالي فإنها تسرد كمثال على الأحافير الزائفة. القياس بالمم.
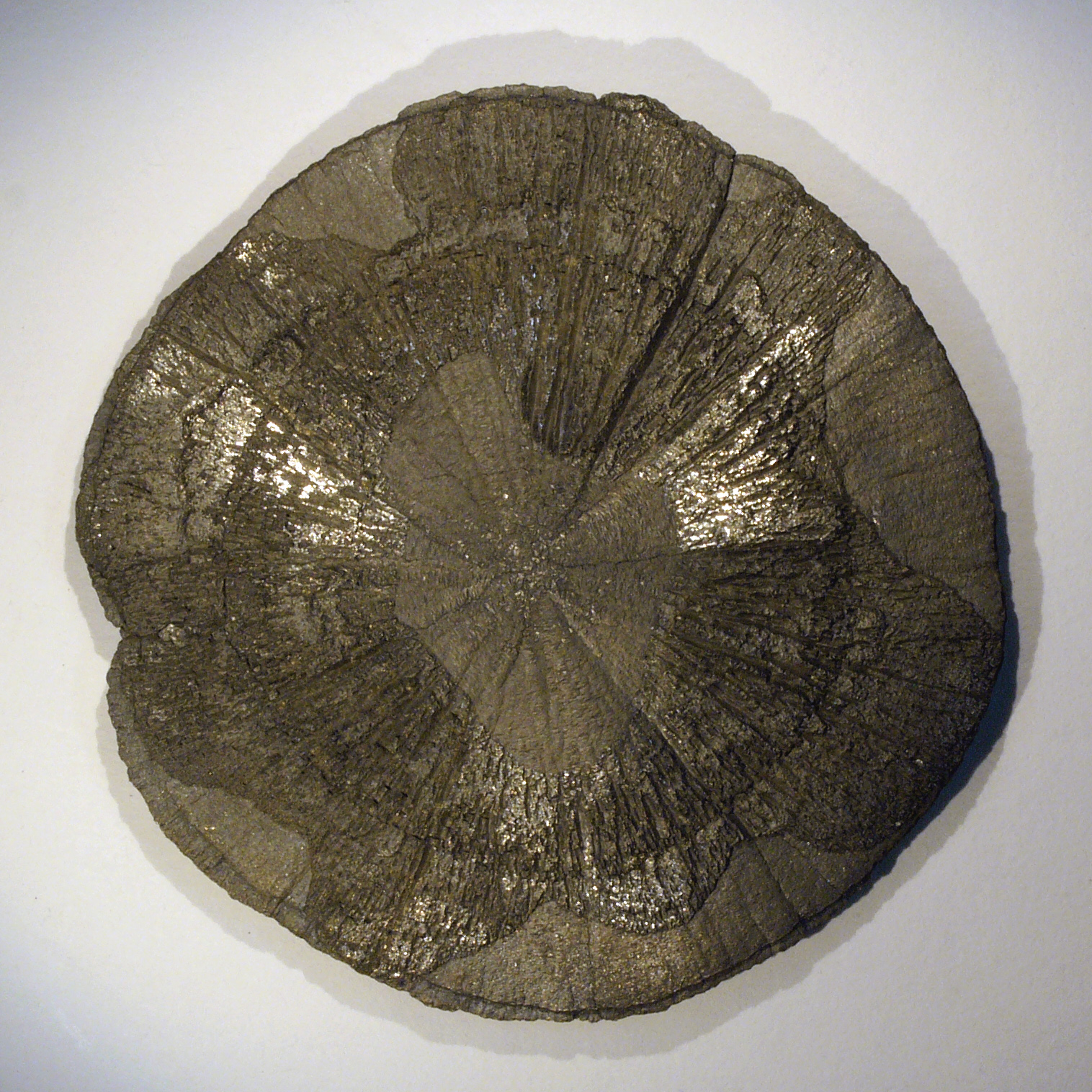
شكل بلوري من المرقشيتا يشبه الدولار الرملي.
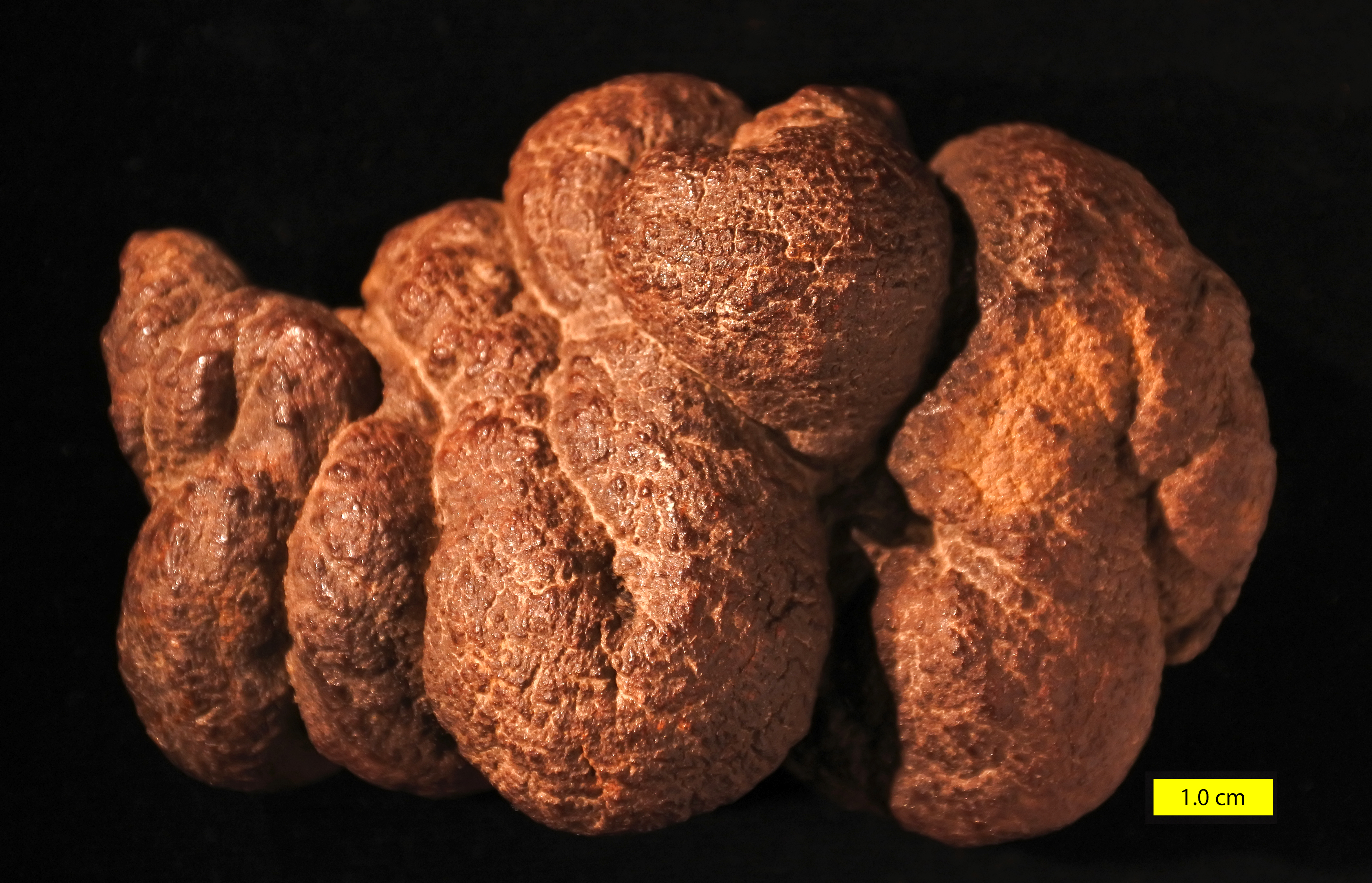
نجو متحجر زائف من العصر الميوسيني من ولاية واشنطن. وهذا واحد من الأحافير الزائفة لأنها تشبه إلى حد كبير النجو المتحجر. القياس بالمم. انظر سبنسر (1993).
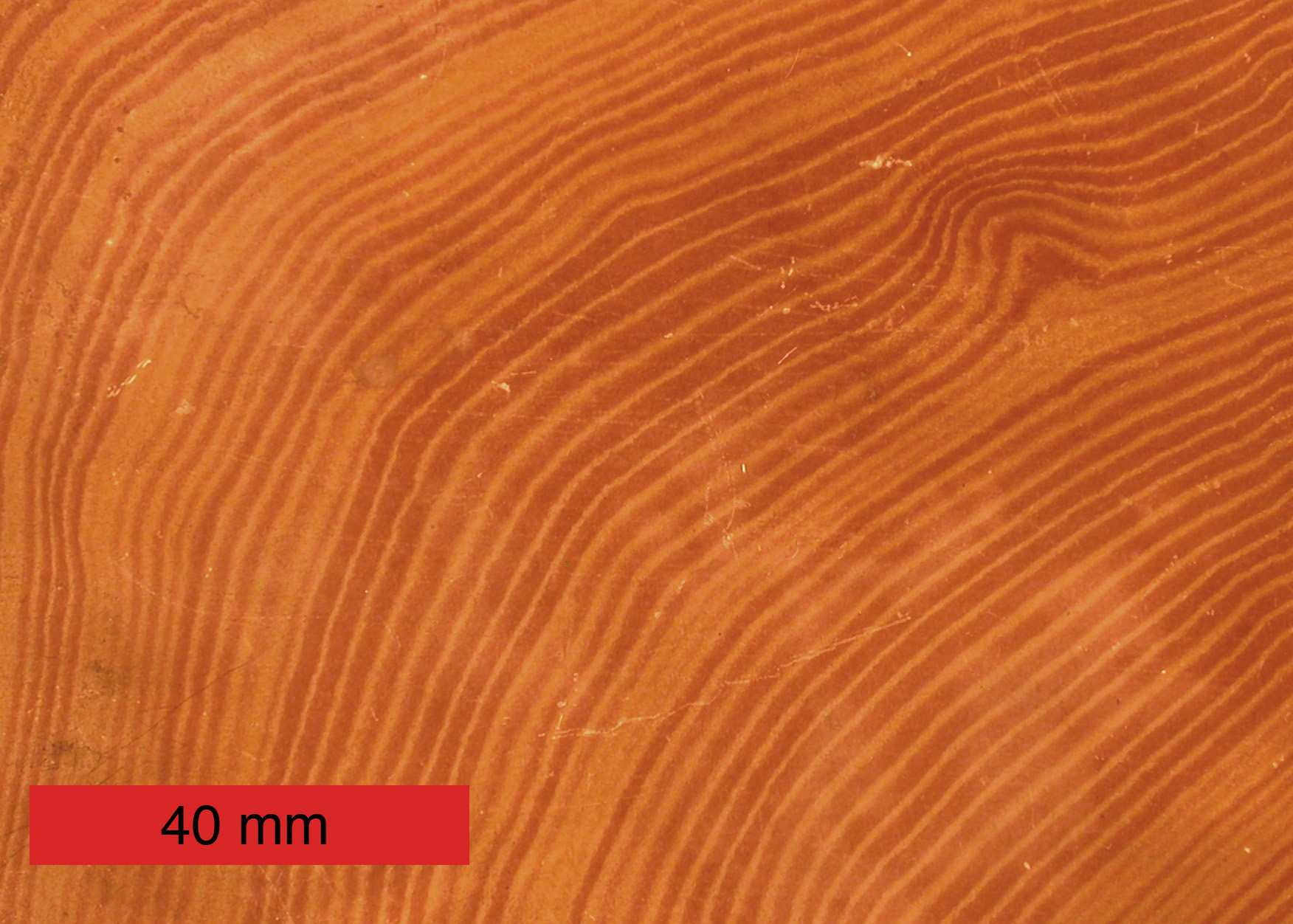
مقطع عرضي من الكتل الحجرية تظهر طبقات تشبه حلقات جذوع الشجر.